# Konstal 805Nm

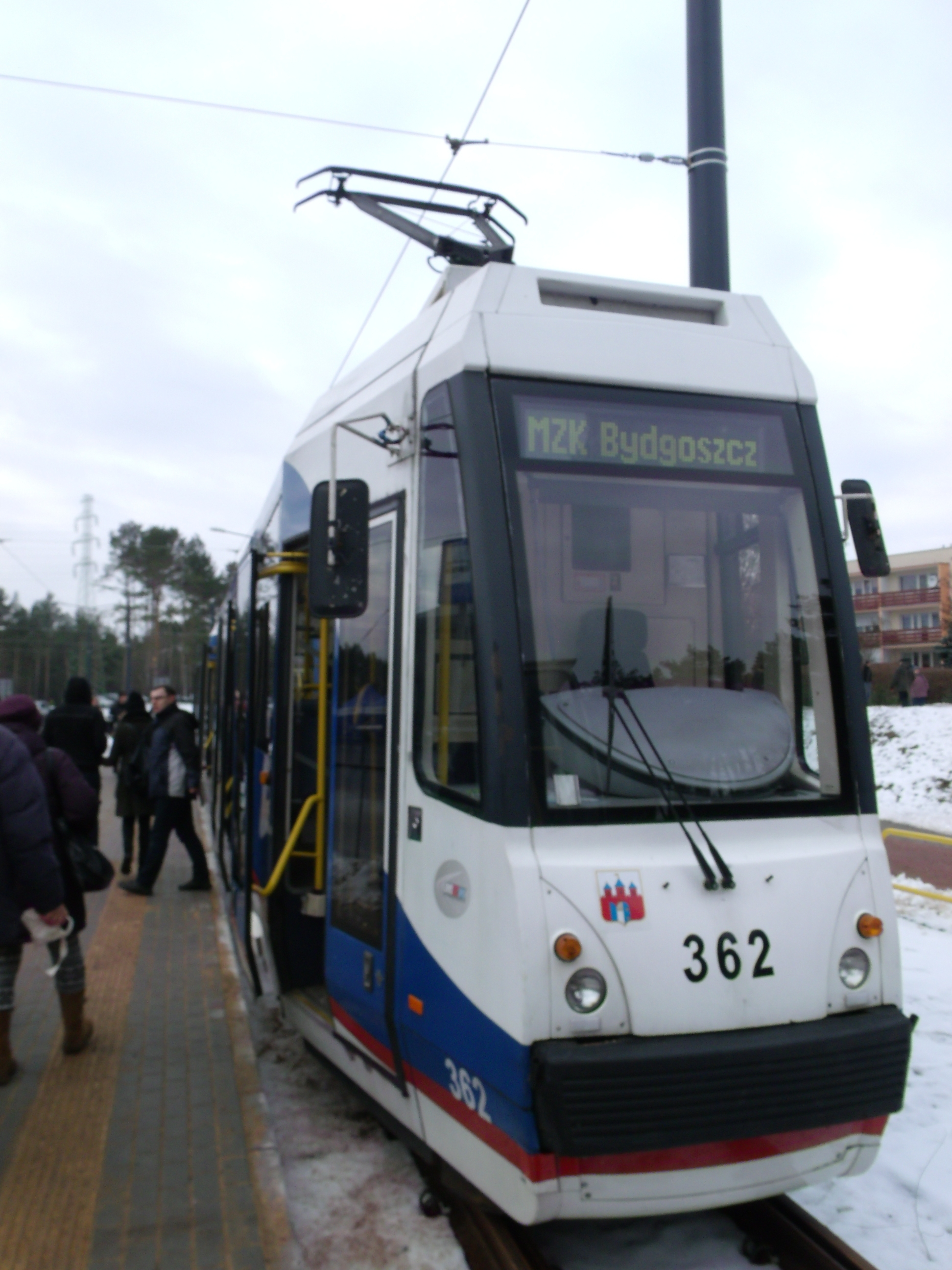
Przód tramwaju

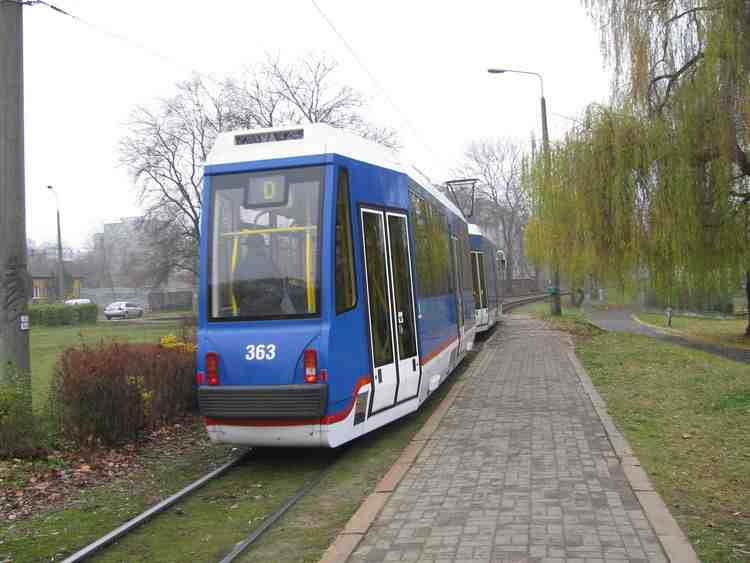
Tył pojazdu

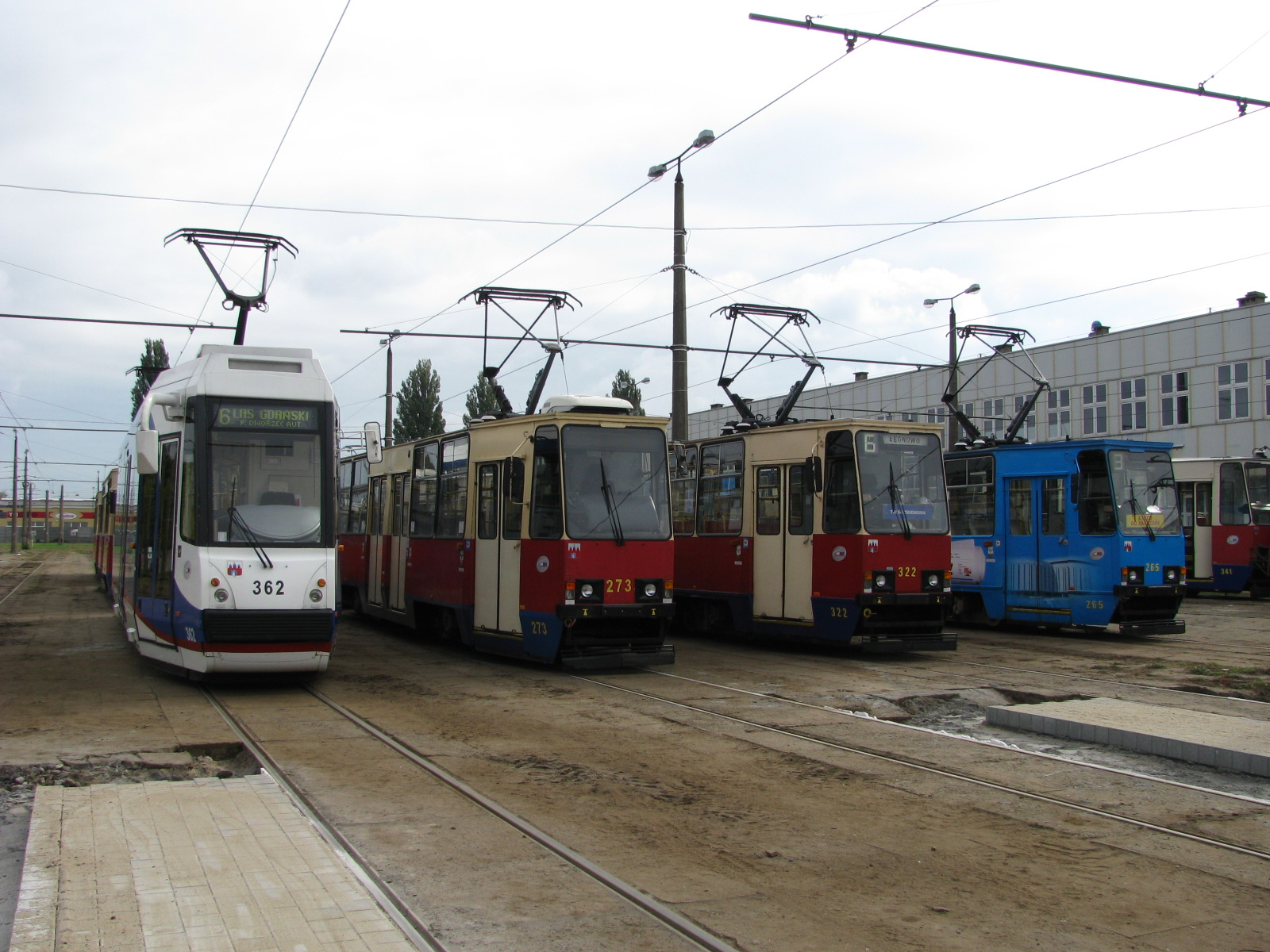
Porównanie zmodernizowanego wozu 805Nm z fabrycznymi 805Na

Konstal 805Nm – tramwaj powstały w 2003 roku w wyniku modernizacji Konstalu 805Na (wersja wąskotorowa Konstalu 105Na) przez Pesę Bydgoszcz. Powstała tylko jedna para (wagon silnikowy i doczepa czynna) tego typu. Pojazd w trakcie modernizacji został w znacznym stopniu zmodyfikowany. Ze względu na wysoką awaryjność w 2010 został poddany modernizacji wstecznej, która spowodowała poprawienie niezawodności. Tramwaj jest eksploatowany w Bydgoszczy przez tamtejsze MZK.

## Historia

### Geneza
Pod koniec lat sześćdziesiątych zakończono produkcję pierwszych polskich nowoczesnych tramwajów Konstal 13N i prowadzono pracę nad kolejnymi modelami tramwajów. Spośród wielu projektów udało się wdrożyć jedynie Konstale 102N i ich zmodyfikowaną wersję Konstale 102Na. Produkcja tych tramwajów nie zaspokajała bieżących potrzeb, stąd w 1973 r. powstał prototyp tramwajów Konstal 105N. Model został wdrożony do produkcji w 1974 r. i dobrze przyjęty przez zarządy komunikacji ze względu na nowoczesność konstrukcji. Pomimo tego już po 5 latach wprowadzono istotne zmiany w projekcie i powstał najpopularniejszy model w rodzinie Konstal 105Na. Pojazdy tej generacji były produkowane jeszcze w latach 90. Mimo iż były konstrukcją przestarzałą, to nadal podlegały różnym modernizacjom.
W latach 90. XX w. produkcja tramwajów w Polsce załamała się. W zasadzie tylko duże bogate miasta było stać na zakup nowych tramwajów, z wyjątkiem Grudziądza, który po pożarze zajezdni w 1993 r. był zmuszony do zakupu taboru. Grudziądz został jednak wsparty finansowo przez województwo. Mniejsze i biedniejsze zakłady komunikacyjne mogły albo sprowadzać używany tabor z zagranicy albo modernizować własny. Zwiększone potrzeby na modernizacje taboru tramwajowego oraz zmniejszenie zamówień na modernizacje taboru kolejowego spowodowały, że Pesa Bydgoszcz zaproponowała tego typu usługę MZK Bydgoszcz.

### Modernizacja w zakładach Pesa Bydgoszcz
Przed przystąpieniem do zadania, Pesa nie miała żadnego doświadczenia w produkcji i modernizacji taboru tramwajowego. Zakres prac był duży. Zmieniono wygląd tramwaju oraz sterowanie, poprawiono bezpieczeństwo motorniczego, zbudowano rejestratory. Znaczny zakres prac oraz brak doświadczenia spowodowały, że prace nad wagonem silnikowym trwały rok. Późniejsze prace nad doczepą, gdzie zlikwidowano między innymi kabinę motorniczego trwały o połowę krócej. Modernizacja była poligonem doświadczalnym bydgoskiego producenta pojazdów szynowych. W czerwcu 2003 oba tramwaje zostały przekazane przewoźnikowi.

### Eksploatacja
Po modernizacji parze 805NM nadano nazwę Strzała. Nie jest jednoznaczne, czy nazwa dotyczy tylko pojedynczej pary, czy całego typu. Podczas eksploatacji okazało się, że pojazd jest bardzo awaryjny. Wkrótce tramwaj otrzymał nieoficjalną nazwę Viagra. W 2008 r. skład był używany jako pojazd rezerwowy, stąd wyjeżdżał z zajezdni tylko w przypadku wyłączenia z eksploatacji innego tramwaju. Przed remontem we własnych zakładach liniowo był używany tylko wagon silnikowy.
Początkowo wagony miały numerację #255+#256 jeszcze sprzed modernizacji 805Na. Aktualnie wozy mają nr #362+#363.

### Modernizacja w zakładach MZK Bydgoszcz
Znaczna awaryjność nowatorskich rozwiązań spowodowała modernizację wsteczną. Zastosowano między innymi tradycyjny układ napędowy oraz rozruch oporowy ze sterowaniem nożnym (pedałami). Modernizacja spowodowała zmniejszenie awaryjności.

## Konstrukcja
Wagony Konstal 805NM, powstały w wyniku modernizacji wagonów Konstal 805Na (wersja wąskotorowa Konstalu 105Na). Różnice w porównaniu z Konstalem 105Na polegają na:
- zmianie wyglądu pudła poprzez zastosowanie laminatów
- likwidacji trzecich drzwi i zastąpienie drzwi otwieranych do wewnątrz drzwiami wykładanymi na zewnątrz pojazdu
- wymianie okien na wklejane z górną częścią odchylaną do wewnątrz
- wymiany pantografu na połówkowy Stemmann – zgodnie z bydgoskim zwyczajem pantograf znajdował się tylko na pierwszym wagonie składu
- zastosowanie rejestratora pracy układów tramwaju
- likwidacji kabiny motorniczego w drugim wagonie

Ponadto podczas modernizacji w zakładach Pesa Bydgoszcz zastosowano elementy, które zostały zlikwidowane podczas modernizacji w zakładach MZK Bydgoszcz:
- sterowanie za pomocą dżojstika
- impulsowo-tranzystorowy układ sterowaniem rozruchu